# Casa Memorială „Vasile Pogor”
Casa Memorială „Vasile Pogor” este un muzeu municipal din Iași, secție a Muzeului Literaturii Române din Iași, amplasat pe Str. Vasile Pogor nr. 4. Muzeul prezintă dezvoltarea literaturii române, cu precădere de pe teritoriul Moldovei, începând cu anul 1800 și până în zilele noastre.

## Istoricul muzeului
Muzeul își are sediul în Casa „Vasile Pogor” sau „casa cu ferestre luminate”, clădire construită pe la 1850 de către vornicul Vasile Pogor și soția sa Zoe. Imobilul are un lung istoric legat de viața culturală a Iașului, fiind loc de întâlnire pentru intelectualitatea orașului, sediu al Societății literare Junimea (fondată în 1863) și al revistei Convorbiri literare (fondată în 1867). În prezent clădirea este clasată monument istoric cu codul cod LMI IS-II-m-B-04358.
Cumpărată în 1901 de principesa Maria Moruzzi, care modifică intrarea principală și schimbă fațadele, așezând deasupra balcoanelor blazonul familiei, casa va fi moștenită de fiul ei, Gheorghe Brătianu care în 1938, când pleacă la București, o închiriază rezidenței regale din Iași. Din 1947 aparține Regionalei CFR Iași. Va fi naționalizată și va servi din 1954 Inspecției de Stat pentru Igienă și Protecția Muncii, Regionala Iași. A fost restaurată în 1968 în vederea amenajării muzeului și reparată după cutremurul din 1977.

## Organizarea muzeului

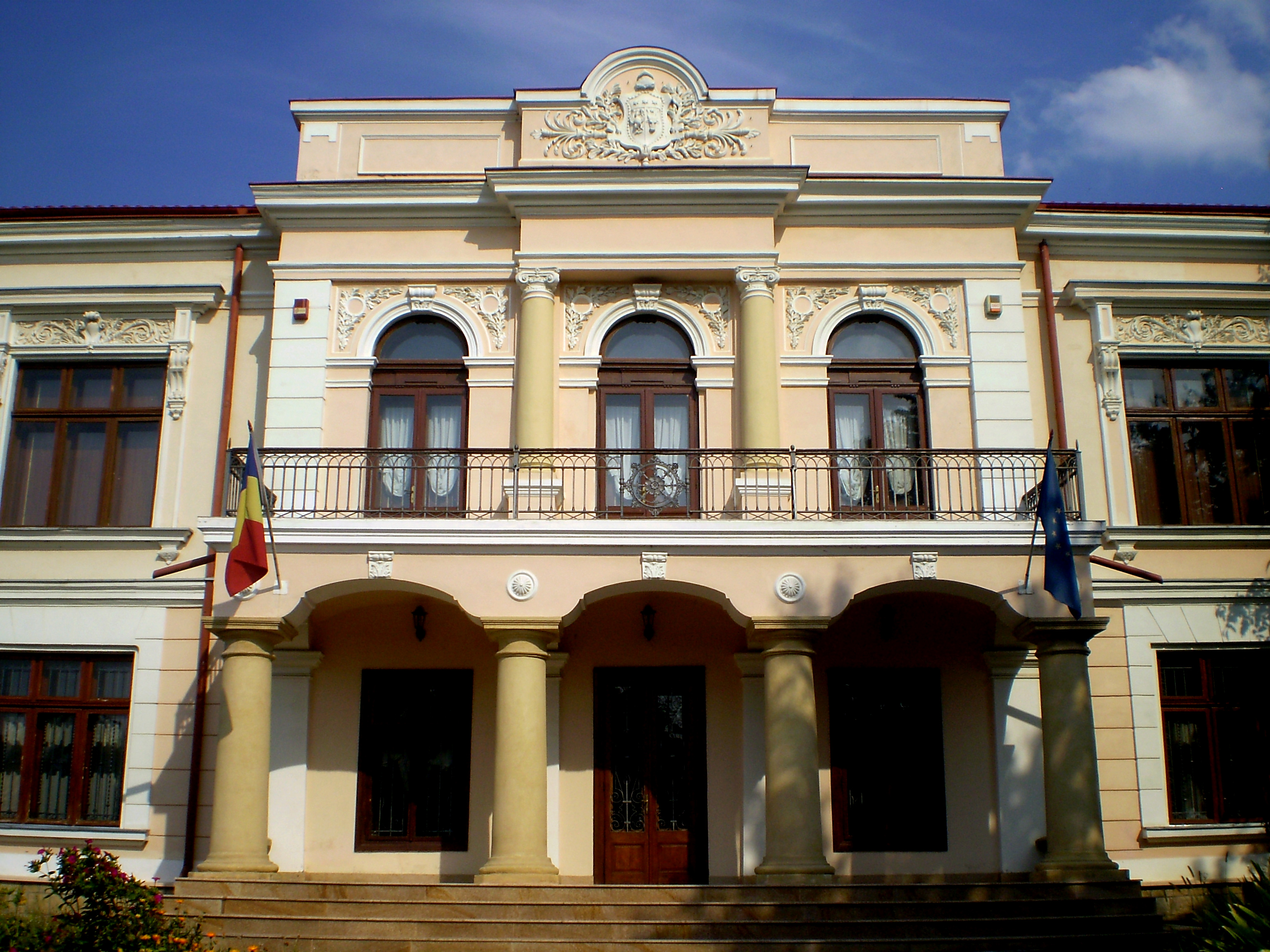
Casa „Vasile Pogor”

Muzeul prezintă dezvoltarea literaturii române, cu precădere de pe teritoriul Moldovei, începând cu anul 1800 și până în zilele noastre. 
Clădirea destinată spațiului muzeal este compusă din douăsprezece încăperi ale expoziției permanente și o clădire anexă, inaugurată în 1994, care protejează intrarea în catacombele Casei Pogor, restaurate în perioada 1993-1994. Muzeul a beneficiat de lucrări de restaurare în perioada 1994-2006. Expoziția permanentă a fost reorganizată și inaugurată la 13 octombrie 2006.
În cele nouă încăperi de la parter și etaj, plus cele două holuri, sunt prezentate principalele etape și curente literare din ultimele două secole: perioada scriitorilor Costache Conachi, Vasile Alecsandri, Alexandru Donici, Salonul Daciei Literare, scriitorii pașoptiști și unioniști, momentul fondării Societății Junimea și scriitorii junimiști (Titu Maiorescu, Vasile Pogor, P.P. Carp, Mihai Eminescu, Ion Creangă, I.L. Caragiale, Ion Slavici și alții), literatura de la Contemporanul și Viața Românească, perioada Garabet Ibrăileanu, sala Masa Umbrelor, sala scriitorilor Mihail Sadoveanu, Cezar Petrescu, Alexei Mateevici, Calistrat Hogaș, perioada interbelică (George Bacovia, Magda Isanos, Eusebiu Camilar, Nicolae Labiș). 
La parterul casei se află biblioteca muzeului. Sunt expuse obiecte cu valoare memorială, tapiserii, tablouri din secolul al XIX-lea, manuscrise (Mihail Sadoveanu, Cezar Petrescu, George Topârceanu, Otilia Cazimir, Mihai Codreanu), fotografii originale, ediții prime ale operelor scriitorilor pe parcursul a 150 de ani.